# 강영철 (축구 선수)
강영철(? ~ )은 대한민국의 축구 선수이며 포지션은 미드필더이다.